# ایژیانا الکسیس
اِیژیانا الکسیس براون (انگلیسی: Ajiona Alexus Brown؛ زادهٔ ۱۶ مارس ۱۹۹۶) بازیگر اهل ایالات متحده آمریکا است. وی از سال ۲۰۱۳ میلادی تاکنون مشغول فعالیت بوده‌است.
از فیلم‌ها یا مجموعه‌های تلویزیونی که وی در آن‌ها نقش داشته است، می‌توان به رنجش تیلر پری، آناتومی گری، کد سیاه و ۱۳ دلیل برای اینکه اشاره نمود.